# Clasificación para el Campeonato Europeo Femenino Sub-17 de la UEFA 2025
La competición de clasificación para el Campeonato Europeo Femenino Sub-17 de la UEFA 2025 es una competición de fútbol femenino sub-17 que determinará los siete equipos que se unirán a la anfitriona automáticamente clasificada, Islas Feroe, en la fase final del campeonato, aunque esta participará en la Liga A. Las jugadoras nacidas a partir del 1 de enero de 2008 son elegibles para participar.

## Sorteo
El sorteo de la primera ronda del Campeonato de Europa Femenino Sub-17 de la UEFA 2024/25 se realizó el miércoles, 29 de mayo de 2024, en la sede de la UEFA en Nyon, Suiza.

## Formato
El Comité Ejecutivo de la UEFA aprobó un nuevo formato de competición para los Campeonatos de Europa Femeninos Sub-19 y Sub-17 de la UEFA para permitir un mayor desarrollo de las jugadoras juveniles de élite como parte del compromiso continuo de la UEFA con el fútbol femenino.
El formato se basa en un sistema de clasificación de estilo de Liga de las Naciones de la UEFA.
Para la primera ronda, los participantes en la competición se dividirán, utilizando los coeficientes de clasificación, en dos ligas (A y B).

Primera Ronda o Ronda 1:
- La Ronda 1 de la Liga A tendrá 28 selecciones, divididas en 7 grupos de 4 equipos cada uno, quienes jugarán mini-torneos en una sola sede por grupo;
- La Ronda 1 de la Liga B tendrá 21 selecciones, divididas en 3 grupos de cuatro equipos y 3 grupos de tres equipos. Los ganadores de cada mini-torneo de la liga B ascenderán y los últimos equipos de los mini-torneos de la liga A descenderán.

Segunda Ronda o Ronda 2:
- La Ronda 2 de la Liga A reemplazará a la ex ronda élite, tendrá 28 selecciones, divididas en 7 grupos de 4 equipos cada uno y quienes resulten ganadoras de grupo (y la mejor segunda) se clasificarán para el torneo final. Las selecciones que queden en cuarto lugar descenderán a la Liga B para la ronda 1 de 2025/26.
- La Ronda 2 de la Liga B tendrá 21 selecciones, divididas en 3 grupos de cuatro equipos y 3 grupos de tres equipos. Las 21 selecciones de la Liga B, incluidas las descendidas de la Liga A, competirán por el ascenso.
- Después de la Ronda 2, las ganadores de los mini-torneos de la liga B ascenderán y los últimos equipos de la liga A descenderán a la Ronda 1 de la próxima edición del torneo.

Fase final:
- Las siete primeras selecciones de la Ronda 2 de la Liga A se clasificarán para la fase final junto a Islas Feroe, la anfitriona.[3]

## Ronda 1

### Liga A

#### Grupo A1
País anfitrión:  Portugal
| Equipo       | Pts | PJ | PG | PE | PP | GF | GC | Dif | Clasificación  |
| ------------ | --- | -- | -- | -- | -- | -- | -- | --- | -------------- |
| Suiza        | 9   | 3  | 3  | 0  | 0  | 13 | 1  | +12 | Ronda 2 Liga A |
| Portugal (A) | 6   | 3  | 2  | 0  | 1  | 16 | 6  | +10 | Ronda 2 Liga A |
| Gales        | 3   | 3  | 1  | 0  | 2  | 4  | 9  | -5  | Ronda 2 Liga A |
| Eslovenia    | 0   | 3  | 0  | 0  | 3  | 1  | 18 | −17 | Ronda 2 Liga B |

| 23 de octubre de 2024 | Gales | 0:3     | Suiza                                 | Estadio Nacional de Portugal, Oeiras |                        |
| 15:00                 |       | Reporte | - Looser 12' - Gmür 49' - Schmitz 69' | Árbitra: Audrey Gerbel               | Árbitra: Audrey Gerbel |

| 23 de octubre de 2024 | Portugal | 10:0    | Eslovenia | Cidade do Futebol, Oeiras |                          |
| 18:00                 | - Íris Fernandes 8' - Francisca Castro 13' - Eva Carreira 20', 73' - Matilde Santos 31', 45+1' - Luana Bessa 35' - Carolina Tristão 42', 54' - Cristina Fernandes 90+3' | Reporte |           | Árbitra: Roxana Recorean  | Árbitra: Roxana Recorean |

| 26 de octubre de 2024 | Suiza                                                          | 6:0     | Eslovenia | Estadio Nacional de Portugal, Oeiras |                        |
| 15:00                 | - Looser 6', 10', 30', 32' - Mischler 82' - Kavaš 90+7' (a.g.) | Reporte |           | Árbitra: Audrey Gerbel               | Árbitra: Audrey Gerbel |

| 26 de octubre de 2024 | Portugal                                                                                  | 5:2     | Gales                  | Cidade do Futebol, Oeiras |                        |
| 18:00                 | - Eva Carreira 52', 90+5' - Carolina Tristão 53' - Carolina Simões 61' (pen.), 83' (pen.) | Reporte | - Lewis 7' - Drury 31' | Árbitra: Olivia Tschon    | Árbitra: Olivia Tschon |

| 29 de octubre de 2024 | Suiza                                                | 4:1     | Portugal             | Cidade do Futebol, Oeiras |                        |
| 12:00                 | - Bianchi 4' - Schmitz 23' - Von Euw 83' - Braun 89' | Reporte | - Matilde Santos 79' | Árbitra: Olivia Tschon    | Árbitra: Olivia Tschon |

| 29 de octubre de 2024 | Eslovenia    | 1:2     | Gales                           | Estadio Nacional de Portugal, Oeiras |                          |
| 12:00                 | - Strgar 47' | Reporte | - Marsh 63' - Hair 90+5' (pen.) | Árbitra: Roxana Recorean             | Árbitra: Roxana Recorean |

#### Grupo A2
País anfitrión:  Bélgica
| Equipo               | Pts | PJ | PG | PE | PP | GF | GC | Dif | Clasificación  |
| -------------------- | --- | -- | -- | -- | -- | -- | -- | --- | -------------- |
| Alemania             | 9   | 3  | 3  | 0  | 0  | 5  | 2  | +3  | Ronda 2 Liga A |
| Bélgica (A)          | 6   | 3  | 2  | 0  | 1  | 6  | 2  | +4  | Ronda 2 Liga A |
| Turquía              | 3   | 3  | 1  | 0  | 2  | 3  | 5  | -2  | Ronda 2 Liga A |
| Bosnia y Herzegovina | 0   | 3  | 0  | 0  | 3  | 0  | 5  | -5  | Ronda 2 Liga B |

| 3 de noviembre de 2024 | Bélgica                      | 2:0     | Bosnia y Herzegovina | National Training Centre, Tubize |                        |
| 12:00                  | - Haentjens 45+1' - Hens 54' | Reporte |                      | Árbitra: Elena Gobjila           | Árbitra: Elena Gobjila |

| 3 de noviembre de 2024 | Turquía     | 1:2     | Alemania                    | National Training Centre, Tubize |                        |
| 19:00                  | - Taşucu 7' | Reporte | - Maas 6' - Zähringer 90+4' | Árbitra: Emily Heaslip           | Árbitra: Emily Heaslip |

| 6 de noviembre de 2024 | Alemania               | 1:0     | Bosnia y Herzegovina | National Training Centre, Tubize |                        |
| 12:00                  | - Zähringer 33' (pen.) | Reporte |                      | Árbitra: Emily Heaslip           | Árbitra: Emily Heaslip |

| 6 de noviembre de 2024 | Bélgica                                                 | 3:0     | Turquía | National Training Centre, Tubize |                                  |
| 19:00                  | - Delille 5' - van Bellingen 20' (pen.) - van Neste 23' | Reporte |         | Árbitra: Frederikke Lydia Søkjær | Árbitra: Frederikke Lydia Søkjær |

| 9 de noviembre de 2024 | Alemania                           | 2:1     | Bélgica             | National Training Centre, Tubize |                                  |
| 15:00                  | - Schick 5' - Haentjens 14' (a.g.) | Reporte | - van der Haegen 2' | Árbitra: Frederikke Lydia Søkjær | Árbitra: Frederikke Lydia Søkjær |

| 9 de noviembre de 2024 | Bosnia y Herzegovina | 0:2     | Turquía                        | Estadio Edmond Machtens, Bruselas |                        |
| 15:00                  |                      | Reporte | - Ozsoy 30' - Ersen 48' (pen.) | Árbitra: Elena Gobjila            | Árbitra: Elena Gobjila |

#### Grupo A3
País anfitrión:  Inglaterra
| Equipo          | Pts | PJ | PG | PE | PP | GF | GC | Dif | Clasificación  |
| --------------- | --- | -- | -- | -- | -- | -- | -- | --- | -------------- |
| Inglaterra (A)  | 7   | 3  | 2  | 1  | 0  | 11 | 2  | +9  | Ronda 2 Liga A |
| República Checa | 6   | 3  | 2  | 0  | 1  | 12 | 4  | +8  | Ronda 2 Liga A |
| Países Bajos    | 4   | 3  | 1  | 1  | 1  | 11 | 5  | +6  | Ronda 2 Liga A |
| Islas Feroe     | 0   | 3  | 0  | 0  | 3  | 0  | 23 | -23 | Ronda 2 Liga B |

| 7 de octubre de 2024 | Inglaterra                                                                      | 7:0     | Islas Feroe | St George's Park National Football Centre, Burton upon Trent |                        |
| 13:00                | - Shooter 14' - Anderson 56', 58', 90+2' - Hendle 68' - Hebard 72' - Sarwie 78' | Reporte |             | Árbitra: Vesna Miletic                                       | Árbitra: Vesna Miletic |

| 7 de octubre de 2024 | República Checa                              | 3:2     | Países Bajos           | St George's Park National Football Centre, Burton upon Trent |                           |
| 20:00                | - Vavrlová 45' - Rancová 62' - Eiseltová 70' | Reporte | - Dap 35' - Altena 57' | Árbitra: Martina Molinaro                                    | Árbitra: Martina Molinaro |

| 10 de octubre de 2024 | Inglaterra                  | 2:0     | República Checa | St George's Park National Football Centre, Burton upon Trent |                             |
| 13:00                 | - Anderson 23' - Hendle 30' | Reporte |                 | Árbitra: Nanna Løf Andersen                                  | Árbitra: Nanna Løf Andersen |

| 10 de octubre de 2024 | Países Bajos                                                                         | 7:0     | Islas Feroe | St George's Park National Football Centre, Burton upon Trent |                           |
| 20:00                 | - El Belati 5', 71', 82' - Vickers 31' - Altena 37' - Koster 40' - van der Vliet 59' | Reporte |             | Árbitra: Martina Molinaro                                    | Árbitra: Martina Molinaro |

| 13 de octubre de 2024 | Países Bajos     | 2:2     | Inglaterra                           | St George's Park National Football Centre, Burton upon Trent |                             |
| 13:00                 | - Dap 62', 90+1' | Reporte | - Anderson 15' - Koster 45+2' (a.g.) | Árbitra: Nanna Løf Andersen                                  | Árbitra: Nanna Løf Andersen |

| 13 de octubre de 2024 | Islas Feroe | 0:9     | República Checa | St George's Park National Football Centre, Burton upon Trent |                        |
| 13:00                 |             | Reporte | - Pávková 19' - Csizmaziová 27' - Vaněčková 34', 55' - Veselá 39' - Daníčková 50', 66' - Šafářová 80' - Kučerová 82' | Árbitra: Vesna Miletic                                       | Árbitra: Vesna Miletic |

#### Grupo A4
País anfitrión:  Escocia
| Equipo            | Pts | PJ | PG | PE | PP | GF | GC | Dif | Clasificación  |
| ----------------- | --- | -- | -- | -- | -- | -- | -- | --- | -------------- |
| Escocia (A)       | 9   | 3  | 3  | 0  | 0  | 5  | 1  | +4  | Ronda 2 Liga A |
| Polonia           | 6   | 3  | 2  | 0  | 1  | 7  | 2  | +5  | Ronda 2 Liga A |
| Islandia          | 3   | 3  | 1  | 0  | 2  | 3  | 3  | 0   | Ronda 2 Liga A |
| Irlanda del Norte | 0   | 3  | 0  | 0  | 3  | 0  | 9  | -9  | Ronda 2 Liga B |

| 1 de octubre de 2024 | Islandia | 0:2     | Escocia                     | Estadio Broadwood, Cumbernauld |                           |
| 12:30                |          | Reporte | - English 8' - Mcdonald 58' | Árbitra: Emilie Torkelsen      | Árbitra: Emilie Torkelsen |

| 1 de octubre de 2024 | Polonia                                                                | 5:0     | Irlanda del Norte | Estadio Broadwood, Cumbernauld     |                                    |
| 16:30                | - Zając 7' - Madejczyk 28' - Skrzypczak 46' - Burzan 54' - Guzenda 83' | Reporte |                   | Árbitra: María Eugenia Gil Soriano | Árbitra: María Eugenia Gil Soriano |

| 4 de octubre de 2024 | Escocia    | 1:0     | Irlanda del Norte | Estadio Broadwood, Cumbernauld |                           |
| 12:30                | - Burn 88' | Reporte |                   | Árbitra: Emilie Torkelsen      | Árbitra: Emilie Torkelsen |

| 4 de octubre de 2024 | Polonia       | 1:0     | Islandia | Estadio Broadwood, Cumbernauld |                       |
| 16:30                | - Guzenda 34' | Reporte |          | Árbitra: Jelena Kumer          | Árbitra: Jelena Kumer |

| 7 de octubre de 2024 | Escocia                       | 2:1     | Polonia      | Estadio Broadwood, Cumbernauld |                       |
| 16:00                | - Mcgoldrick 48' - Fraser 55' | Reporte | - Guzenda 4' | Árbitra: Jelena Kumer          | Árbitra: Jelena Kumer |

| 7 de octubre de 2024 | Irlanda del Norte | 0:3     | Islandia                                                        | Estadio Falkirk, Falkirk           |                                    |
| 16:00                |                   | Reporte | - Kristjánsdóttir 24' - Brynjarsdóttir 56' - Jóhannesdóttir 79' | Árbitra: María Eugenia Gil Soriano | Árbitra: María Eugenia Gil Soriano |

#### Grupo A5
País anfitrión:  Croacia
| Equipo      | Pts | PJ | PG | PE | PP | GF | GC | Dif | Clasificación  |
| ----------- | --- | -- | -- | -- | -- | -- | -- | --- | -------------- |
| Italia      | 6   | 3  | 2  | 0  | 1  | 4  | 2  | +2  | Ronda 2 Liga A |
| Francia     | 5   | 3  | 1  | 2  | 0  | 3  | 1  | +2  | Ronda 2 Liga A |
| Croacia (A) | 4   | 3  | 1  | 1  | 1  | 3  | 3  | 0   | Ronda 2 Liga A |
| Bulgaria    | 1   | 3  | 0  | 1  | 2  | 0  | 4  | -4  | Ronda 2 Liga B |

| 1 de noviembre de 2024 | Croacia | 0:2     | Italia                     | Estadio Hrvatski Vitezovi, Dugopolje |                             |
| 11:30                  |         | Reporte | - Gianfico 39' - Galli 56' | Árbitra: Jeļena Jermolajeva          | Árbitra: Jeļena Jermolajeva |

| 1 de noviembre de 2024 | Francia | 0:0     | Bulgaria | Gradski stadion Hrvace, Hrvace     |                                    |
| 14:00                  |         | Reporte |          | Árbitra: María Eugenia Gil Soriano | Árbitra: María Eugenia Gil Soriano |

| 4 de noviembre de 2024 | Francia       | 1:1     | Croacia       | Gradski stadion Hrvace, Hrvace |                            |
| 11:30                  | - Djoubri 22' | Reporte | - Bandula 16' | Árbitra: Caroline Lanssens     | Árbitra: Caroline Lanssens |

| 4 de noviembre de 2024 | Italia                   | 2:0     | Bulgaria | Estadio Hrvatski Vitezovi, Dugopolje |                             |
| 14:00                  | - Galli 17' - Bedini 28' | Reporte |          | Árbitra: Jeļena Jermolajeva          | Árbitra: Jeļena Jermolajeva |

| 7 de noviembre de 2024 | Italia | 0:2     | Francia                        | Gradski stadion Hrvace, Hrvace |                            |
| 11:30                  |        | Reporte | - Adedini 66' - Morissaint 84' | Árbitra: Caroline Lanssens     | Árbitra: Caroline Lanssens |

| 7 de noviembre de 2024 | Bulgaria | 0:2     | Croacia                   | Estadio Hrvatski Vitezovi, Dugopolje |                                    |
| 11:30                  |          | Reporte | - Grgić 29' - Bandula 43' | Árbitra: María Eugenia Gil Soriano   | Árbitra: María Eugenia Gil Soriano |

#### Grupo A6
País anfitrión:  España
| Equipo     | Pts | PJ | PG | PE | PP | GF | GC | Dif | Clasificación  |
| ---------- | --- | -- | -- | -- | -- | -- | -- | --- | -------------- |
| España (A) | 7   | 3  | 2  | 1  | 0  | 10 | 4  | +6  | Ronda 2 Liga A |
| Austria    | 5   | 3  | 1  | 2  | 0  | 8  | 4  | +4  | Ronda 2 Liga A |
| Dinamarca  | 4   | 3  | 1  | 1  | 1  | 4  | 6  | -2  | Ronda 2 Liga A |
| Irlanda    | 0   | 3  | 0  | 0  | 3  | 3  | 11 | -8  | Ronda 2 Liga B |

| 14 de noviembre de 2024 | España                                        | 4:1     | Irlanda       | Estadio municipal Guillermo Amor, Benidorm |                         |
| 11:00                   | - Indias 25' - Navarro 35', 65' (pen.), 90+4' | Reporte | - Mcgrath 80' | Árbitra: Laura Mauricio                    | Árbitra: Laura Mauricio |

| 14 de noviembre de 2024 | Dinamarca       | 1:1     | Austria      | Estadio Polideportivo Municipal Pau Gasol, L'Alfàs del Pi |                              |
| 15:30                   | - Jørgensen 16' | Reporte | - Lueger 77' | Árbitra: Anastasiya Romanyuk                              | Árbitra: Anastasiya Romanyuk |

| 17 de noviembre de 2024 | España                           | 3:0     | Dinamarca | Estadio Polideportivo Municipal Pau Gasol, L'Alfàs del Pi |                               |
| 11:00                   | - Carvajal 34' - Chacón 37', 66' | Reporte |           | Árbitra: Eglantina Pjetrushaj                             | Árbitra: Eglantina Pjetrushaj |

| 17 de noviembre de 2024 | Austria                                                     | 4:0     | Irlanda | Estadio municipal Guillermo Amor, Benidorm |                              |
| 17:00                   | - Newell 6' (a.g.) - Osl 29' (pen.) - Lueger 32' - Dike 89' | Reporte |         | Árbitra: Anastasiya Romanyuk               | Árbitra: Anastasiya Romanyuk |

| 20 de noviembre de 2024 | Austria                               | 3:3     | España                                      | Estadio municipal Guillermo Amor, Benidorm |                               |
| 11:00                   | - Osl 28' - Pamminger 64' - Pötzl 69' | Reporte | - Quer 45+1' - Carvajal 90+1' - Zuazo 90+2' | Árbitra: Eglantina Pjetrushaj              | Árbitra: Eglantina Pjetrushaj |

| 20 de noviembre de 2024 | Irlanda                    | 2:3     | Dinamarca                       | Campo Municipal Antonio Solana, Alicante |                         |
| 11:00                   | - Butler 71' - Kelly 90+3' | Reporte | - Thierry 41', 57' - Domino 79' | Árbitra: Laura Mauricio                  | Árbitra: Laura Mauricio |

#### Grupo A7
País anfitrión:  Noruega
| Equipo      | Pts | PJ | PG | PE | PP | GF | GC | Dif | Clasificación  |
| ----------- | --- | -- | -- | -- | -- | -- | -- | --- | -------------- |
| Noruega (A) | 9   | 3  | 3  | 0  | 0  | 14 | 0  | +14 | Ronda 2 Liga A |
| Finlandia   | 6   | 3  | 2  | 0  | 1  | 5  | 4  | +1  | Ronda 2 Liga A |
| Grecia      | 3   | 3  | 1  | 0  | 2  | 3  | 6  | -3  | Ronda 2 Liga A |
| Bielorrusia | 0   | 3  | 0  | 0  | 3  | 0  | 12 | -12 | Ronda 2 Liga B |

| 23 de octubre de 2024 | Grecia | 0:3     | Finlandia                                   | Estadio Fredrikstad, Fredrikstad |                      |
| 12:00                 |        | Reporte | - Mandelin 32' - Ahlroos 37' - Viljamaa 68' | Árbitra: Rita Vehapi             | Árbitra: Rita Vehapi |

| 23 de octubre de 2024 | Noruega                                                            | 7:0     | Bielorrusia | Estadio Fredrikstad, Fredrikstad |                               |
| 18:00                 | - Preus 27', 66' - Sødal 50', 60', 79' - Enger 55' - Herseth 90+3' | Reporte |             | Árbitra: Filipa Pereira Cunha    | Árbitra: Filipa Pereira Cunha |

| 26 de octubre de 2024 | Noruega                      | 3:0     | Grecia | Sarpsborg Stadion, Sarpsborg |                          |
| 16:00                 | - Halbmayr 3' - Flø 41', 87' | Reporte |        | Árbitra: Louise Thompson     | Árbitra: Louise Thompson |

| 26 de octubre de 2024 | Finlandia                     | 2:0     | Bielorrusia | Estadio Fredrikstad, Fredrikstad |                      |
| 16:00                 | - Viljamaa 10' - Sipilä 45+1' | Reporte |             | Árbitra: Rita Vehapi             | Árbitra: Rita Vehapi |

| 29 de octubre de 2024 | Finlandia | 0:4     | Noruega                           | Sarpsborg Stadion, Sarpsborg |                          |
| 16:00                 |           | Reporte | - Gamst 10' - Sødal 13', 53', 74' | Árbitra: Louise Thompson     | Árbitra: Louise Thompson |

| 29 de octubre de 2024 | Bielorrusia | 0:3     | Grecia                                  | Estadio Fredrikstad, Fredrikstad |                               |
| 16:00                 |             | Reporte | - Mara 10', 32' - Guzovskaya 48' (a.g.) | Árbitra: Filipa Pereira Cunha    | Árbitra: Filipa Pereira Cunha |

### Liga B

#### Grupo B1
País anfitrión (A):  Eslovaquia
| Equipo         | Pts | PJ | PG | PE | PP | GF | GC | Dif | Clasificación  |
| -------------- | --- | -- | -- | -- | -- | -- | -- | --- | -------------- |
| Eslovaquia (A) | 9   | 3  | 3  | 0  | 0  | 8  | 0  | +8  | Ronda 2 Liga A |
| Georgia        | 6   | 3  | 2  | 0  | 1  | 7  | 5  | +2  | Ronda 2 Liga B |
| Letonia        | 3   | 3  | 1  | 0  | 2  | 6  | 9  | -3  | Ronda 2 Liga B |
| Montenegro     | 0   | 3  | 0  | 0  | 3  | 2  | 9  | -7  | Ronda 2 Liga B |

| 5 de noviembre de 2024 | Letonia | 4:1     | Montenegro | Spiš Aréna, Spišská Nová Ves |                           |
| 12:00                  |         | Reporte |            | Árbitra: Marisca Overtoom    | Árbitra: Marisca Overtoom |

| 5 de noviembre de 2024 | Eslovaquia | 2:0     | Georgia | NTC Poprad, Poprad          |                             |
| 16:00                  |            | Reporte |         | Árbitra: Milica Milovanovic | Árbitra: Milica Milovanovic |

| 8 de noviembre de 2024 | Montenegro | 1:2     | Georgia | Spiš Aréna, Spišská Nová Ves |                           |
| 12:00                  |            | Reporte |         | Árbitra: Marisca Overtoom    | Árbitra: Marisca Overtoom |

| 8 de noviembre de 2024 | Eslovaquia | 3:0     | Letonia | NTC Poprad, Poprad        |                           |
| 16:00                  |            | Reporte |         | Árbitra: Lovisa Johansson | Árbitra: Lovisa Johansson |

| 11 de noviembre de 2024 | Montenegro | 0:3     | Eslovaquia | NTC Poprad, Poprad        |                           |
| 12:00                   |            | Reporte |            | Árbitra: Lovisa Johansson | Árbitra: Lovisa Johansson |

| 11 de noviembre de 2024 | Georgia | 5:2     | Letonia | Spiš Aréna, Spišská Nová Ves |                             |
| 12:00                   |         | Reporte |         | Árbitra: Milica Milovanovic  | Árbitra: Milica Milovanovic |

#### Grupo B2
País anfitrión (A):  Malta
| Equipo    | Pts | PJ | PG | PE | PP | GF | GC | Dif | Clasificación  |
| --------- | --- | -- | -- | -- | -- | -- | -- | --- | -------------- |
| Ucrania   | 9   | 3  | 3  | 0  | 0  | 18 | 0  | +18 | Ronda 2 Liga A |
| Rumania   | 6   | 3  | 2  | 0  | 1  | 7  | 5  | +2  | Ronda 2 Liga B |
| Moldavia  | 3   | 3  | 1  | 0  | 2  | 3  | 9  | -6  | Ronda 2 Liga B |
| Malta (A) | 0   | 3  | 0  | 0  | 3  | 2  | 16 | −14 | Ronda 2 Liga B |

| 13 de noviembre de 2024 | Malta | 1:4     | Rumania | Estadio Centenary, Ta' Qali |                         |
| 11:00                   |       | Reporte |         | Árbitra: Stacey Pearson     | Árbitra: Stacey Pearson |

| 13 de noviembre de 2024 | Ucrania | 5:0     | Moldavia | Estadio Centenary, Ta' Qali |                       |
| 14:30                   |         | Reporte |          | Árbitra: Teona Sturua       | Árbitra: Teona Sturua |

| 16 de noviembre de 2024 | Ucrania | 10:0    | Malta | Estadio Centenary, Ta' Qali   |                               |
| 11:00                   |         | Reporte |       | Árbitra: Andromachi Tsiofliki | Árbitra: Andromachi Tsiofliki |

| 16 de noviembre de 2024 | Rumania | 3:1     | Moldavia | Estadio Centenary, Ta' Qali |                         |
| 14:30                   |         | Reporte |          | Árbitra: Stacey Pearson     | Árbitra: Stacey Pearson |

| 19 de noviembre de 2024 | Moldavia | 2:1     | Malta | Estadio Centenary, Ta' Qali |                       |
| 11:00                   |          | Reporte |       | Árbitra: Teona Sturua       | Árbitra: Teona Sturua |

| 19 de noviembre de 2024 | Rumania | 0:3     | Ucrania | Estadio Centenary, Ta' Qali   |                               |
| 14:30                   |         | Reporte |         | Árbitra: Andromachi Tsiofliki | Árbitra: Andromachi Tsiofliki |

#### Grupo B3
País anfitrión (A):  Hungría
| Equipo              | Pts | PJ | PG | PE | PP | GF | GC | Dif | Clasificación  |
| ------------------- | --- | -- | -- | -- | -- | -- | -- | --- | -------------- |
| Hungría (A)         | 7   | 3  | 2  | 1  | 0  | 12 | 2  | +10 | Ronda 2 Liga A |
| Macedonia del Norte | 5   | 3  | 1  | 2  | 0  | 4  | 3  | +1  | Ronda 2 Liga B |
| Lituania            | 4   | 3  | 1  | 1  | 1  | 2  | 4  | -2  | Ronda 2 Liga B |
| Andorra             | 0   | 3  | 0  | 0  | 3  | 2  | 11 | -9  | Ronda 2 Liga B |

| 2 de noviembre de 2024 | Lituania | 1:1     | Macedonia del Norte | Globall Football Park, Telki |                          |
| 13:30                  |          | Reporte |                     | Árbitra: Sofiya Prychyna     | Árbitra: Sofiya Prychyna |

| 2 de noviembre de 2024 | Hungría | 8:1     | Andorra | Globall Football Park, Telki |                      |
| 16:00                  |         | Reporte |         | Árbitra: Tjaša Misja         | Árbitra: Tjaša Misja |

| 5 de noviembre de 2024 | Macedonia del Norte | 2:1     | Andorra | Globall Football Park, Telki |                          |
| 13:30                  |                     | Reporte |         | Árbitra: Sofiya Prychyna     | Árbitra: Sofiya Prychyna |

| 5 de noviembre de 2024 | Hungría | 3:0     | Lituania | Globall Football Park, Telki |                           |
| 16:00                  |         | Reporte |          | Árbitra: Fatemeh Zangeneh    | Árbitra: Fatemeh Zangeneh |

| 8 de noviembre de 2024 | Macedonia del Norte | 1:1     | Hungría | Globall Football Park, Telki |                           |
| 16:00                  |                     | Reporte |         | Árbitra: Fatemeh Zangeneh    | Árbitra: Fatemeh Zangeneh |

| 8 de noviembre de 2024 | Andorra | 0:1     | Lituania | Globall Football Park, Telki |                      |
| 16:00                  |         | Reporte |          | Árbitra: Tjaša Misja         | Árbitra: Tjaša Misja |

#### Grupo B4
País anfitrión (A):  Albania
| Equipo      | Pts | PJ | PG | PE | PP | GF | GC | Dif | Clasificación  |
| ----------- | --- | -- | -- | -- | -- | -- | -- | --- | -------------- |
| Kosovo      | 4   | 2  | 1  | 1  | 0  | 4  | 2  | +2  | Ronda 2 Liga A |
| Albania (A) | 3   | 2  | 1  | 0  | 1  | 3  | 4  | -1  | Ronda 2 Liga B |
| Israel      | 1   | 2  | 0  | 1  | 1  | 2  | 3  | -1  | Ronda 2 Liga B |

| 30 de octubre de 2024 | Albania | 1:3     | Kosovo | Elbasan Arena, Elbasan |                        |
| 14:00                 |         | Reporte |        | Árbitra: Ugne Šmitaite | Árbitra: Ugne Šmitaite |

| 2 de noviembre de 2024 | Kosovo | 1:1     | Israel | Elbasan Arena, Elbasan  |                         |
| 11:30                  |        | Reporte |        | Árbitra: Sofik Torosyan | Árbitra: Sofik Torosyan |

| 5 de noviembre de 2024 | Israel | 1:2     | Albania | Elbasan Arena, Elbasan   |                          |
| 14:00                  |        | Reporte |         | Árbitra: Joanna Vassallo | Árbitra: Joanna Vassallo |

#### Grupo B5
País anfitrión (A):  Luxemburgo
| Equipo         | Pts | PJ | PG | PE | PP | GF | GC | Dif | Clasificación  |
| -------------- | --- | -- | -- | -- | -- | -- | -- | --- | -------------- |
| Serbia         | 6   | 2  | 2  | 0  | 0  | 13 | 1  | +12 | Ronda 2 Liga A |
| Luxemburgo (A) | 3   | 2  | 1  | 0  | 1  | 4  | 3  | +1  | Ronda 2 Liga B |
| Azerbaiyán     | 0   | 2  | 0  | 0  | 2  | 0  | 13 | −13 | Ronda 2 Liga B |

| 27 de octubre de 2024 | Luxemburgo | 1:3     | Serbia | Municipal Stadium, Bettembourg |                         |
| 13:30                 |            | Reporte |        | Árbitra: Eirini Pingiou        | Árbitra: Eirini Pingiou |

| 30 de octubre de 2024 | Serbia | 10:0    | Azerbaiyán | Municipal Stadium, Bettembourg |                              |
| 00:00 (CEST)          |        | Reporte |            | Árbitra: Charlotte Carpenter   | Árbitra: Charlotte Carpenter |

| 2 de noviembre de 2024 | Azerbaiyán | 0:3     | Luxemburgo | Municipal Stadium, Bettembourg   |                                  |
| 00:00 (CEST)           |            | Reporte |            | Árbitra: Mzevinari Sharashanidze | Árbitra: Mzevinari Sharashanidze |

#### Grupo B6
País anfitrión (A):  Suecia
| Equipo     | Pts | PJ | PG | PE | PP | GF | GC | Dif | Clasificación  |
| ---------- | --- | -- | -- | -- | -- | -- | -- | --- | -------------- |
| Suecia (A) | 6   | 2  | 2  | 0  | 0  | 23 | 1  | +22 | Ronda 2 Liga A |
| Estonia    | 3   | 2  | 1  | 0  | 1  | 6  | 12 | -6  | Ronda 2 Liga B |
| Kazajistán | 0   | 2  | 0  | 0  | 2  | 1  | 17 | -16 | Ronda 2 Liga B |

| 23 de octubre de 2024 | Suecia | 12:0    | Kazajistán | Borås Arena, Borås  |                     |
| 18:30                 | - Selin 4' - Sjöström 11', 24' (pen.), 58', 73', 75' - Widén 15', 82', 84' - Ahnberg 19' - Welin 67' - Krasniqi 71' | Reporte |            | Árbitra: Oxana Cruc | Árbitra: Oxana Cruc |

| 26 de octubre de 2024 | Kazajistán | 1:5     | Estonia | Borås Arena, Borås   |                      |
| 15:00                 |            | Reporte |         | Árbitra: Melek Dakan | Árbitra: Melek Dakan |

| 29 de octubre de 2024 | Estonia | 1:11    | Suecia | Borås Arena, Borås     |                        |
| 18:30                 |         | Reporte |        | Árbitra: Kathrin Huber | Árbitra: Kathrin Huber |

#### Ranking de los segundos puestos
Para determinar el mejor subcampeón, solo se tienen en cuenta los resultados de los equipos subcampeones contra los equipos que ocupan el primer y tercer lugar de su grupo.
Clasificación definitiva de segundos de grupo tras los partidos disputados en la Primera Ronda de la Liga B:
| Pos. | Grupo | Equipo              | PJ | PG | PE | PP | GF | GC | DG | Pts | Clasificación  |
| ---- | ----- | ------------------- | -- | -- | -- | -- | -- | -- | -- | --- | -------------- |
| 1    | B1    | Georgia             | 2  | 1  | 0  | 1  | 5  | 4  | +1 | 3   | Ronda 2 Liga A |
| 2    | B5    | Luxemburgo          | 2  | 1  | 0  | 1  | 4  | 3  | +1 | 3   |                |
| 3    | B4    | Albania             | 2  | 1  | 0  | 1  | 3  | 4  | -1 | 3   |                |
| 4    | B2    | Rumania             | 2  | 1  | 0  | 1  | 3  | 4  | -1 | 3   |                |
| 5    | B6    | Estonia             | 2  | 1  | 0  | 1  | 6  | 12 | -6 | 3   |                |
| 6    | B3    | Macedonia del Norte | 2  | 0  | 2  | 0  | 2  | 2  | 0  | 2   |                |

## Sorteo
El sorteo se llevó a cabo el 6 de diciembre de 2024.

## Ronda 2
Los 21 equipos de la Ronda 1 de la Liga A y los 7 equipos de la Ronda 2 de la Liga B (seis ganadores de grupo y el mejor segundo clasificado) se sortean en siete grupos de cuatro equipos. El sorteo se llevará a cabo el 6 de diciembre de 2024.
Como la Liga B tiene tres grupos con solo 3 equipos, solo los puntos de los ganadores de cada grupo en la Liga B contra los equipos que queden en segundo y tercer lugar se transferirán a la ronda 2. Todos los ganadores de grupo y el mejor segundo lugar se clasificarán automáticamente en el bombo D. 
Los equipos se clasifican según sus resultados en la ronda 1 (Artículo 15.01 del Reglamento).

### Liga A
Los horarios son CET / CEST, según lo indicado por la UEFA (los horarios locales, si son diferentes, aparecen entre paréntesis).

#### Grupo A1
País anfitrión (A):  España
| Equipo     | PJ | PG | PE | PP | GF | GC | Dif | Pts | Clasificación |
| ---------- | -- | -- | -- | -- | -- | -- | --- | --- | ------------- |
| España (A) | 3  | 3  | 0  | 0  | 7  | 2  | +5  | 9   | Fase Final    |
| Bélgica    | 3  | 2  | 0  | 1  | 6  | 6  | 0   | 6   |               |
| Ucrania    | 3  | 1  | 0  | 2  | 3  | 5  | -2  | 3   |               |
| Islandia   | 3  | 0  | 0  | 3  | 3  | 6  | -3  | 0   | Liga B        |

| 8 de marzo de 2025 | España                     | 2:1 (1:0) | Ucrania         | Pinatar Arena, San Pedro del Pinatar, España |                       |
| 12:00              | - Navarro 45+1' - Calo 67' | Reporte   | - 90+2' Vorobei | Árbitra: Abbie Hendry                        | Árbitra: Abbie Hendry |

| 8 de marzo de 2025 | Islandia                               | 2:3 (1:2) | Bélgica                                        | Pinatar Arena, San Pedro del Pinatar, España |                      |
| 18:00              | - Brynjarsdóttir 18' - Pálmadóttir 89' | Reporte   | - 21' Reynebeau - 37' Vanbellingen - 74' Bomie | Árbitra: Tjaša Misja                         | Árbitra: Tjaša Misja |

| 11 de marzo de 2025 | España        | 1:0 (0:0) | Islandia | Pinatar Arena, San Pedro del Pinatar, España |                                  |
| 12:00               | - Barrios 66' | Reporte   |          | Árbitra: Frederikke Lydia Søkjær             | Árbitra: Frederikke Lydia Søkjær |

| 11 de marzo de 2025 | Bélgica                   | 2:0 (1:0) | Ucrania | Pinatar Arena, San Pedro del Pinatar, España |                      |
| 18:00               | - Reynebeau 4' - Hens 68' | Reporte   |         | Árbitra: Tjaša Misja                         | Árbitra: Tjaša Misja |

| 14 de marzo de 2025 | Bélgica     | 1:4 (0:1) | España                               | Pinatar Arena, San Pedro del Pinatar, España |                                  |
| 15:00               | - Bomie 56' | Reporte   | - 1', 65', 69' (pen.), 89' Domínguez | Árbitra: Frederikke Lydia Søkjær             | Árbitra: Frederikke Lydia Søkjær |

| 14 de marzo de 2025 | Ucrania                     | 2:1 (0:1) | Islandia             | Estadio Enrique Roca de Murcia, Murcia, España |                       |
| 15:00               | - Lespukh 61' - Kolodii 87' | Reporte   | - 24' Jóhannesdóttir | Árbitra: Abbie Hendry                          | Árbitra: Abbie Hendry |

#### Grupo A2
País anfitrión (A):  Francia
| Equipo      | PJ | PG | PE | PP | GF | GC | Dif | Pts | Clasificación |
| ----------- | -- | -- | -- | -- | -- | -- | --- | --- | ------------- |
| Francia (A) | 3  | 3  | 0  | 0  | 8  | 1  | +7  | 9   | Fase Final    |
| Escocia     | 3  | 1  | 1  | 1  | 5  | 4  | +1  | 4   |               |
| Eslovenia   | 3  | 1  | 1  | 1  | 3  | 4  | -1  | 4   |               |
| Gales       | 3  | 0  | 0  | 3  | 0  | 7  | -7  | 0   | Liga B        |

| 5 de marzo de 2025 | Gales | 0:4 (0:1) | Francia                                               | Estadio Jacques Rimbault, Bourges, Francia |                         |
| 14:30 (CET)        |       | Reporte   | - 31' Belaïd - 75', 90+9' Morissaint - 76' Laboucarie | Árbitra: Eirini Pingiou                    | Árbitra: Eirini Pingiou |

| 5 de marzo de 2025 | Escocia                  | 2:2 (1:1) | Eslovenia                      | Estadio Henri Luquet, Saint-Germain-du-Puy, Francia |                         |
| 16:30 (CET)        | - Sharkey 14' - Burn 77' | Reporte   | - 34' Havalec - 90' Melicharek | Árbitra: Hanna Laajanen                             | Árbitra: Hanna Laajanen |

| 8 de marzo de 2025 | Francia                              | 2:0 (1:0) | Eslovenia | Estadio Jacques Rimbault, Bourges, Francia |                         |
| 14:30 (CET)        | - Belaïd 41' - Tordajiová 62' (a.g.) | Reporte   |           | Árbitra: Eirini Pingiou                    | Árbitra: Eirini Pingiou |

| 8 de marzo de 2025 | Escocia                    | 2:0 (0:0) | Gales | Estadio Henri Luquet, Saint-Germain-du-Puy, Francia |                         |
| 16:30 (CET)        | - Sharkey 56' - Gray 90+5' | Reporte   |       | Árbitra: Vanja Jankovic                             | Árbitra: Vanja Jankovic |

| 11 de marzo de 2025 | Francia                      | 2:1 (1:0) | Escocia             | Estadio Jacques Rimbault, Bourges, Francia |                         |
| 16:00 (CET)         | - Adedini 6' - Marmillot 89' | Reporte   | - 77' (a.g.) Bardet | Árbitra: Vanja Jankovic                    | Árbitra: Vanja Jankovic |

| 11 de marzo de 2025 | Eslovenia       | 1:0 (1:0) | Gales | Estadio Henri Luquet, Saint-Germain-du-Puy, Francia |                         |
| 16:00 (CET)         | - Šoltysová 12' | Reporte   |       | Árbitra: Hanna Laajanen                             | Árbitra: Hanna Laajanen |

#### Grupo A3
País anfitrión (A):  Croacia
| Equipo          | PJ | PG | PE | PP | GF | GC | Dif | Pts | Clasificación |
| --------------- | -- | -- | -- | -- | -- | -- | --- | --- | ------------- |
| Italia          | 3  | 2  | 1  | 0  | 6  | 0  | +6  | 7   | Fase Final    |
| República Checa | 3  | 2  | 0  | 1  | 8  | 1  | +7  | 6   |               |
| Croacia (A)     | 3  | 1  | 1  | 1  | 8  | 1  | +7  | 4   |               |
| Georgia         | 3  | 0  | 0  | 3  | 0  | 20 | -20 | 0   | Liga B        |

| 8 de marzo de 2025 | Croacia | 0:1 (0:1) | República Checa | Gradski stadion Hrvace, Hrvace, Croacia |                           |
| 12:00              |         | Reporte   | - 1' Veselá     | Árbitra: Emilie Torkelsen               | Árbitra: Emilie Torkelsen |

| 8 de marzo de 2025 | Italia                                                | 5:0 (3:0) | Georgia | Estadio Hrvatski Vitezovi, Dugopolje, Croacia |                      |
| 14:30              | - Giudici 3' - Galli 21' - Bressan 34' - Gianfico 58' | Reporte   |         | Árbitra: Cansu Tryak                          | Árbitra: Cansu Tryak |

| 11 de marzo de 2025 | Italia | 0:0     | Croacia | Gradski stadion Hrvace, Hrvace, Croacia |                         |
| 12:00               |        | Reporte |         | Árbitra: Jana Van Laere                 | Árbitra: Jana Van Laere |

| 11 de marzo de 2025 | República Checa                                                                                               | 7:0 (2:0) | Georgia | Estadio Hrvatski Vitezovi, Dugopolje, Croacia |                           |
| 14:30               | - Šafářová 28', 45+2' - Csizmaziová 47' - Kučerová 61' - Rancová 69' (pen.) - Najvarová 83' - Stejskalová 89' | Reporte   |         | Árbitra: Emilie Torkelsen                     | Árbitra: Emilie Torkelsen |

| 14 de marzo de 2025 | República Checa | 0:1 (0:1) | Italia        | Estadio Hrvatski Vitezovi, Dugopolje, Croacia |                         |
| 12:00               |                 | Reporte   | - 23' Copelli | Árbitra: Jana Van Laere                       | Árbitra: Jana Van Laere |

| 14 de marzo de 2025 | Georgia | 0:8 (0:4) | Croacia                                                                             | Gradski stadion Hrvace, Hrvace, Croacia |                      |
| 12:00               |         | Reporte   | - 23' Došen - 27', 30', 45+2', 56' Grgić - 59' (pen.) Akrap - 68' Kalaš - 74' Šalić | Árbitra: Cansu Tryak                    | Árbitra: Cansu Tryak |

#### Grupo A4
País anfitrión (A):  Turquía
| Equipo      | PJ | PG | PE | PP | GF | GC | Dif | Pts | Clasificación |
| ----------- | -- | -- | -- | -- | -- | -- | --- | --- | ------------- |
| Polonia     | 3  | 3  | 0  | 0  | 9  | 1  | +8  | 9   | Fase Final    |
| Suiza       | 3  | 2  | 0  | 1  | 3  | 2  | +1  | 6   |               |
| Hungría     | 3  | 1  | 0  | 2  | 6  | 6  | 0   | 3   |               |
| Turquía (A) | 3  | 0  | 0  | 3  | 2  | 11 | -9  | 0   | Liga B        |

| 11 de marzo de 2025 | Suiza                       | 2:0 (2:0) | Hungría | Complejo Deportivo Arslan Zeki Demirci, Manavgat, Turquía |                         |
| 10:00               | - Edelmann 12' - Alioth 39' | Reporte   |         | Árbitra: Satu Miettunen                                   | Árbitra: Satu Miettunen |

| 11 de marzo de 2025 | Turquía | 0:5 (0:1) | Polonia                                                                   | Complejo Deportivo Arslan Zeki Demirci, Manavgat, Turquía |                          |
| 13:00               |         | Reporte   | - 25' Ostrowska - 62' Guzenda - 64' Skrzypczak - 81' Zgrzeba - 84' Sikora | Árbitra: Roxana Recorean                                  | Árbitra: Roxana Recorean |

| 14 de marzo de 2025 | Polonia                   | 2:1 (1:1) | Hungría    | Complejo Deportivo Arslan Zeki Demirci, Manavgat, Turquía |                          |
| 10:00               | - Burzan 38' - Sikora 52' | Reporte   | - 39' Turi | Árbitra: Roxana Recorean                                  | Árbitra: Roxana Recorean |

| 14 de marzo de 2025 | Suiza       | 1:0 (1:0) | Turquía | Complejo Deportivo Arslan Zeki Demirci, Manavgat, Turquía |                           |
| 13:00               | - Looser 9' | Reporte   |         | Árbitra: Martina Molinaro                                 | Árbitra: Martina Molinaro |

| 17 de marzo de 2025 | Polonia                  | 2:0 (0:0) | Suiza | Complejo Deportivo Arslan Zeki Demirci, Manavgat, Turquía |                           |
| 13:00               | - Zając 72' - Sikora 85' | Reporte   |       | Árbitra: Martina Molinaro                                 | Árbitra: Martina Molinaro |

| 17 de marzo de 2025 | Hungría                                          | 5:2 (3:2) | Turquía                  | Complejo Deportivo Arslan Zeki Demirci, Manavgat, Turquía |                         |
| 13:00               | - Turi 13', 70' - Pethe 36', 45+4' - Horváth 75' | Reporte   | - 14' Balci - 18' Şengül | Árbitra: Satu Miettunen                                   | Árbitra: Satu Miettunen |

#### Grupo A5
País anfitrión (A):  Finlandia
| Equipo        | PJ | PG | PE | PP | GF | GC | Dif | Pts | Clasificación |
| ------------- | -- | -- | -- | -- | -- | -- | --- | --- | ------------- |
| Países Bajos  | 3  | 3  | 0  | 0  | 13 | 4  | +9  | 9   | Fase Final    |
| Finlandia (A) | 3  | 1  | 1  | 1  | 5  | 7  | −2  | 4   |               |
| Inglaterra    | 3  | 1  | 0  | 2  | 5  | 9  | −4  | 3   |               |
| Suecia        | 3  | 0  | 1  | 2  | 7  | 10 | −3  | 1   | Liga B        |

| 14 de marzo de 2025 | Países Bajos                                               | 4:0 (2:0) | Finlandia | Veritas Stadion, Turku, Finlandia |                               |
| 12:30               | - Derks 13' - Renfurm 45+2' (pen.) - Pennock 78' - Dap 85' | Reporte   |           | Árbitra: Tatyana Sorokopudova     | Árbitra: Tatyana Sorokopudova |

| 14 de marzo de 2025 | Inglaterra                                   | 3:2 (2:1) | Suecia                         | Veritas Stadion, Turku, Finlandia |                       |
| 17:30               | - Bailey 18' (pen.) - Hirons 36' - Jones 54' | Reporte   | - 4' Persson - 90+3' Andersson | Árbitra: Anna Adamska             | Árbitra: Anna Adamska |

| 17 de marzo de 2025 | Inglaterra  | 1:4 (0:2) | Países Bajos                                                  | Veritas Stadion, Turku, Finlandia  |                                    |
| 12:30               | - Lewis 79' | Reporte   | - 27' Koster - 29' van Hunnik - 56' van der Vliet - 64' Derks | Árbitra: María Eugenia Gil Soriano | Árbitra: María Eugenia Gil Soriano |

| 17 de marzo de 2025 | Finlandia                | 2:2 (1:2) | Suecia                        | Veritas Stadion, Turku, Finlandia |                               |
| 17:30               | - Orava 20' - Hakola 78' | Reporte   | - 33' Sjöström - 36' Krasniqi | Árbitra: Tatyana Sorokopudova     | Árbitra: Tatyana Sorokopudova |

| 20 de marzo de 2025 | Finlandia                                   | 3:1     | Inglaterra | Veritas Stadion, Turku, Finlandia  |                                    |
| 12:30               | - Cowley 35' (a.g.) - Xiang 61' - Orava 68' | Reporte | Pierre 87' | Árbitra: María Eugenia Gil Soriano | Árbitra: María Eugenia Gil Soriano |

| 20 de marzo de 2025 | Suecia                                     | 3:5     | Países Bajos                                                  | Salon Urheilupuisto, Salo, Finlandia |                       |
| 12:30               | - Josefsson 48' - Migas 79' - Krasniqi 88' | Reporte | - van Hunnik 15', 43' - El Belati 61', 74' - Meekelenkamp 85' | Árbitra: Anna Adamska                | Árbitra: Anna Adamska |

#### Grupo A6
País anfitrión (A):  Noruega
| Equipo      | PJ | PG | PE | PP | GF | GC | Dif | Pts | Clasificación |
| ----------- | -- | -- | -- | -- | -- | -- | --- | --- | ------------- |
| Noruega (A) | 3  | 3  | 0  | 0  | 7  | 1  | +6  | 9   | Fase Final    |
| Portugal    | 3  | 2  | 0  | 1  | 7  | 1  | +6  | 6   |               |
| Serbia      | 3  | 1  | 0  | 2  | 2  | 9  | -7  | 3   |               |
| Grecia      | 3  | 0  | 0  | 3  | 1  | 6  | -5  | 0   | Liga B        |

| 12 de marzo de 2025 | Grecia | 0:2 (0:1) | Portugal                          | Øster Hus Arena, Sandnes, Noruega |                        |
| 12:00               |        | Reporte   | - 2' Carreira - 50' (a.g.) Rakipi | Árbitra: Ugne Šmitaite            | Árbitra: Ugne Šmitaite |

| 12 de marzo de 2025 | Noruega                                                | 4:0 (3:0) | Serbia | Øster Hus Arena, Sandnes, Noruega |                         |
| 17:00               | - Enger 24' - Preus 35' - Berg 42' - Senior-Hårvik 82' | Reporte   |        | Árbitra: Laura Mauricio           | Árbitra: Laura Mauricio |

| 15 de marzo de 2025 | Portugal                                                                   | 5:0 (3:0) | Serbia | Øster Hus Arena, Sandnes, Noruega |                        |
| 12:00               | - Carreira 12' - Manojlović 30' (a.g.), 53' (a.g.) - Maia 36' - Vieira 56' | Reporte   |        | Árbitra: Ugne Šmitaite            | Árbitra: Ugne Šmitaite |

| 15 de marzo de 2025 | Noruega                               | 2:1 (0:1) | Grecia             | Øster Hus Arena, Sandnes, Noruega |                        |
| 17:00               | - Nygård 57' (pen.) - Kolbjørnsen 66' | Reporte   | - 21' Velissaridou | Árbitra: Audrey Gerbel            | Árbitra: Audrey Gerbel |

| 18 de marzo de 2025 | Portugal | 0:1 (0:1) | Noruega     | Øster Hus Arena, Sandnes, Noruega |                        |
| 17:00               |          | Reporte   | - 29' Preus | Árbitra: Audrey Gerbel            | Árbitra: Audrey Gerbel |

| 18 de marzo de 2025 | Serbia                  | 2:0 (0:0) | Grecia | Viking Stadion, Stavanger, Noruega |                         |
| 17:00               | - Topić 53' - Mitić 56' | Reporte   |        | Árbitra: Laura Mauricio            | Árbitra: Laura Mauricio |

#### Grupo A7
País anfitrión (A):  Alemania
| Equipo       | PJ | PG | PE | PP | GF | GC | Dif | Pts | Clasificación |
| ------------ | -- | -- | -- | -- | -- | -- | --- | --- | ------------- |
| Austria      | 3  | 2  | 1  | 0  | 8  | 0  | +8  | 7   | Fase Final    |
| Dinamarca    | 3  | 2  | 0  | 1  | 8  | 4  | +4  | 6   |               |
| Alemania (A) | 3  | 1  | 1  | 1  | 10 | 1  | +9  | 4   |               |
| Kosovo       | 3  | 0  | 0  | 3  | 0  | 21 | -21 | 0   | Liga B        |

| 17 de marzo de 2025 | Alemania | 10:0 (7:0) | Kosovo | DFB-Campus, Fráncfort del Meno, Alemania |                                  |
| 12:00               | - Wrede 4', 43' (pen.) - Wrigge 13', 25' - Schick 30', 34' - Gmeineder 37' - Szaraz 48' - MiriamArici 72' - Bäcker 86' | Reporte    |        | Árbitra: Elisabet Calvo Valentín         | Árbitra: Elisabet Calvo Valentín |

| 17 de marzo de 2025 | Dinamarca | 0:4 (0:2) | Austria                                | Sportpark Kelsterbach, Kelsterbach, Alemania |                                |
| 16:00               |           | Reporte   | - 39', 43', 70' Pamminger - 46' Lueger | Árbitra: Karoline Marie Jensen               | Árbitra: Karoline Marie Jensen |

| 20 de marzo de 2025 | Alemania | 0:1 (0:0) | Dinamarca            | DFB-Campus, Fráncfort del Meno, Alemania |                            |
| 12:00               |          | Reporte   | - 72' (pen.) Strauss | Árbitra: Ioanna Allayiotou               | Árbitra: Ioanna Allayiotou |

| 20 de marzo de 2025 | Austria                                           | 4:0 (2:0) | Kosovo | DFB-Campus, Fráncfort del Meno, Alemania |                                |
| 16:00               | - Szuchy 10' - Lueger 31' - Osl 87' (pen.), 90+2' | Reporte   |        | Árbitra: Karoline Marie Jensen           | Árbitra: Karoline Marie Jensen |

| 23 de marzo de 2025 | Austria | 0:0     | Alemania | DFB-Campus, Fráncfort del Meno, Alemania |                            |
| 15:00               |         | Reporte |          | Árbitra: Ioanna Allayiotou               | Árbitra: Ioanna Allayiotou |

| 23 de marzo de 2025 | Kosovo | 0:7 (0:2) | Dinamarca                                                                                                   | Sportpark Kelsterbach, Kelsterbach, Alemania |                                  |
| 15:00               |        | Reporte   | - 8' Karstensen - 22' Jørgensen - 49' Mott - 51', 90+3' Strauss - 55' (a.g.) Asllanaj - 58' (pen.) Lundberg | Árbitra: Elisabet Calvo Valentín             | Árbitra: Elisabet Calvo Valentín |

### Liga B
Los horarios son CET / CEST, según lo indicado por la UEFA (los horarios locales, si son diferentes, aparecen entre paréntesis).

#### Grupo B1
País anfitrión (A):  Irlanda del Norte
| Equipo                | PJ | PG | PE | PP | GF | GC | Dif | Pts | Clasificación |
| --------------------- | -- | -- | -- | -- | -- | -- | --- | --- | ------------- |
| Montenegro            | 3  | 2  | 1  | 0  | 6  | 3  | +3  | 7   | Liga A        |
| Estonia               | 3  | 0  | 3  | 0  | 5  | 5  | 0   | 3   |               |
| Irlanda del Norte (A) | 3  | 0  | 2  | 1  | 5  | 6  | -1  | 2   |               |
| Kazajistán            | 3  | 0  | 2  | 1  | 5  | 7  | -2  | 2   |               |

| 17 de marzo de 2025 | Kazajistán                            | 2:2 (2:1) | Estonia                     | Estadio Seaview, Belfast, Irlanda del Norte |                            |
| 13:30               | - Akhmetzhan 21' - Yermagambetova 31' | Reporte   | - 8' Gross - 52' Južaninova | Árbitra: Briet Bragadottir                  | Árbitra: Briet Bragadottir |

| 17 de marzo de 2025 | Irlanda del Norte | 1:2 (1:2) | Montenegro                    | Estadio Seaview, Belfast, Irlanda del Norte |                            |
| 18:30               | - McGuinness 6'   | Reporte   | - 4' Cebalovic - 21' Merdović | Árbitra: Sapir Gaya Berman                  | Árbitra: Sapir Gaya Berman |

| 20 de marzo de 2025 | Estonia      | 1:1 (0:1) | Montenegro       | Estadio Seaview, Belfast, Irlanda del Norte |                            |
| 13:30               | - Pihlak 51' | Reporte   | - 12' Damjanovic | Árbitra: Briet Bragadottir                  | Árbitra: Briet Bragadottir |

| 20 de marzo de 2025 | Irlanda del Norte            | 2:2 (2:1) | Kazajistán                                    | Parque Inver, Larne, Irlanda del Norte |                             |
| 17:00               | - McDermott 13' - Havern 25' | Reporte   | - 45+4' Yermagambetova - 71' (pen.) Zholbolat | Árbitra: Jeļena Jermolajeva            | Árbitra: Jeļena Jermolajeva |

| 23 de marzo de 2025 | Estonia                                 | 2:2 (0:1) | Irlanda del Norte | Estadio Seaview, Belfast, Irlanda del Norte |                             |
| 18:30               | - Kristiansen 48' - A. Južaninova 90+1' | Reporte   | - 37', 80' Smyth  | Árbitra: Jeļena Jermolajeva                 | Árbitra: Jeļena Jermolajeva |

| 23 de marzo de 2025 | Montenegro                                   | 3:1 (1:0) | Kazajistán      | Parque Inver, Larne, Irlanda del Norte |                            |
| 18:30               | - Cebalovic 36' - Balevic 51' - Vlahovic 57' | Reporte   | - 80' Muratzhan | Árbitra: Sapir Gaya Berman             | Árbitra: Sapir Gaya Berman |

#### Grupo B2
País anfitrión (A):  Azerbaiyán
| Equipo         | PJ | PG | PE | PP | GF | GC | Dif | Pts | Clasificación |
| -------------- | -- | -- | -- | -- | -- | -- | --- | --- | ------------- |
| Bulgaria       | 3  | 2  | 0  | 1  | 11 | 3  | +8  | 6   | Liga A        |
| Luxemburgo     | 3  | 2  | 0  | 1  | 10 | 4  | +6  | 6   |               |
| Malta          | 3  | 1  | 0  | 2  | 2  | 10 | -8  | 3   |               |
| Azerbaiyán (A) | 3  | 1  | 0  | 2  | 3  | 9  | -6  | 3   |               |

| 12 de marzo de 2025 | Bulgaria                                                         | 5:0 (2:0) | Malta | Bayil Arena, Bakú, Azerbaiyán |                               |
| 08:00               | - Boneva 15' - Ravnachka 22', 55' - Halyanova 64' - Filipova 76' | Reporte   |       | Árbitra: Filipa Pereira Cunha | Árbitra: Filipa Pereira Cunha |

| 12 de marzo de 2025 | Azerbaiyán | 0:5 (0:1) | Luxemburgo                                                           | Bayil Arena, Bakú, Azerbaiyán |                               |
| 13:00               |            | Reporte   | - 7' Dietrich - 53' Magalhaes - 63' Daffix - 89' Kirps - 90' Palazzo | Árbitra: Eglantina Pjetrushaj | Árbitra: Eglantina Pjetrushaj |

| 15 de marzo de 2025 | Luxemburgo                                                          | 5:0 (2:0) | Malta | Bayil Arena, Bakú, Azerbaiyán |                               |
| 08:00               | - Dietrich 12' - Morvilli 43' - Magalhaes 59', 83' - Rosenbrock 87' | Reporte   |       | Árbitra: Eglantina Pjetrushaj | Árbitra: Eglantina Pjetrushaj |

| 15 de marzo de 2025 | Bulgaria                          | 2:3 (1:1) | Azerbaiyán                           | Bayil Arena, Bakú, Azerbaiyán    |                                  |
| 13:00               | - Baliova 45+2' - Ravnachka 90+1' | Reporte   | - 13', 74' Asadova - 90+3' Salamzada | Árbitra: Mzevinari Sharashanidze | Árbitra: Mzevinari Sharashanidze |

| 18 de marzo de 2025 | Luxemburgo | 0:4 (0:1) | Bulgaria                                     | Bine Stadium, Bakú, Azerbaiyán   |                                  |
| 10:00               |            | Reporte   | - 11' Boneva - 66' Mihaleva - 81', 87' Koeva | Árbitra: Mzevinari Sharashanidze | Árbitra: Mzevinari Sharashanidze |

| 18 de marzo de 2025 | Malta            | 2:0 (0:0) | Azerbaiyán | Bayil Arena, Bakú, Azerbaiyán |                               |
| 10:00               | - Naudi 50', 53' | Reporte   |            | Árbitra: Filipa Pereira Cunha | Árbitra: Filipa Pereira Cunha |

#### Grupo B3
País anfitrión (A):  Andorra
| Equipo      | PJ | PG | PE | PP | GF | GC | Dif | Pts | Clasificación |
| ----------- | -- | -- | -- | -- | -- | -- | --- | --- | ------------- |
| Bielorrusia | 3  | 2  | 1  | 0  | 11 | 2  | +9  | 7   | Liga A        |
| Andorra (A) | 3  | 2  | 1  | 0  | 2  | 0  | +2  | 7   |               |
| Israel      | 3  | 1  | 0  | 2  | 5  | 5  | 0   | 3   |               |
| Albania     | 3  | 0  | 0  | 3  | 1  | 12 | -11 | 0   |               |

| 4 de marzo de 2025 | Israel                             | 3:1 (1:0) | Albania    | Centre de entrenamiento de la FAF, Andorra la Vieja, Andorra |                       |
| 11:00              | - Zvi 23' - E. Fabian 90+1', 90+5' | Reporte   | - Reci 67' | Árbitra: Reelika Turi                                        | Árbitra: Reelika Turi |

| 4 de marzo de 2025 | Bielorrusia | 0:0     | Andorra | Centre de entrenamiento de la FAF, Andorra la Vieja, Andorra |                               |
| 15:00              |             | Reporte |         | Árbitra: Andromachi Tsiofliki                                | Árbitra: Andromachi Tsiofliki |

| 7 de marzo de 2025 | Bielorrusia                                       | 3:2 (2:0) | Israel                                 | Centre de entrenamiento de la FAF, Andorra la Vieja, Andorra |                     |
| 11:00              | - Katsynel 9' - Vasiliuk 40' (pen.) - Yurchuk 80' | Reporte   | - E. Fabian 49' - K. Fabian 75' (pen.) | Árbitra: Oxana Cruc                                          | Árbitra: Oxana Cruc |

| 7 de marzo de 2025 | Albania | 0:1 (0:1) | Andorra             | Centre de entrenamiento de la FAF, Andorra la Vieja, Andorra |                       |
| 15:00              |         | Reporte   | - 32' (pen.) Quilez | Árbitra: Reelika Turi                                        | Árbitra: Reelika Turi |

| 10 de marzo de 2025 | Albania | 0:8 (0:4) | Bielorrusia                                                                                            | Centre de entrenamiento de la FAF, Andorra la Vieja, Andorra |                     |
| 12:00               |         | Reporte   | - 5' Yurchuk - 20', 39' Butovich - 44', 51' Katsynel - 59' Kupriyanchik - 79' Marchuk - 90' Guzovskaya | Árbitra: Oxana Cruc                                          | Árbitra: Oxana Cruc |

| 10 de marzo de 2025 | Andorra  | 1:0 (1:0) | Israel | Estadio Nacional de Andorra, Andorra la Vieja, Andorra |                               |
| 12:00               | - Ber 1' | Reporte   |        | Árbitra: Andromachi Tsiofliki                          | Árbitra: Andromachi Tsiofliki |

#### Grupo B4
País anfitrión (A):  Rumania
| Equipo               | PJ | PG | PE | PP | GF | GC | Dif | Pts | Clasificación |
| -------------------- | -- | -- | -- | -- | -- | -- | --- | --- | ------------- |
| Rumania (A)          | 2  | 2  | 0  | 0  | 4  | 0  | +4  | 6   | Liga A        |
| Bosnia y Herzegovina | 2  | 1  | 0  | 1  | 2  | 2  | 0   | 3   |               |
| Letonia              | 2  | 0  | 0  | 2  | 0  | 4  | -4  | 0   |               |

| 19 de febrero de 2025 | Rumania                | 2:0 (0:0) | Letonia | Estadio Central FRF, Buftea, Rumanía |                         |
| 11:30 (CET)           | - Olah 48' - Bucșa 62' | Reporte   |         | Árbitra: Marta San Juan              | Árbitra: Marta San Juan |

| 22 de febrero de 2025 | Letonia | 0:2 (0:1) | Bosnia y Herzegovina                   | Estadio Central FRF, Buftea, Rumanía |                         |
| 11:00 (CET)           |         | Reporte   | - Hadžihajdarević 24' - Blagojević 80' | Árbitra: Sofik Torosyan              | Árbitra: Sofik Torosyan |

| 25 de febrero de 2025 | Bosnia y Herzegovina | 0:2 (0:1) | Rumania                          | Estadio Central FRF, Buftea, Rumanía |                       |
| 11:00 (CET)           |                      | Reporte   | - Lionte 45+1' (pen.) - Olah 68' | Árbitra: Teona Sturua                | Árbitra: Teona Sturua |

#### Grupo B5
País anfitrión (A):  Lituania
| Equipo       | PJ | PG | PE | PP | GF | GC | Dif | Pts | Clasificación |
| ------------ | -- | -- | -- | -- | -- | -- | --- | --- | ------------- |
| Irlanda      | 2  | 2  | 0  | 0  | 8  | 5  | +3  | 6   | Liga A        |
| Lituania (A) | 2  | 1  | 0  | 1  | 5  | 5  | 0   | 3   |               |
| Islas Feroe  | 2  | 0  | 0  | 2  | 7  | 10 | -3  | 0   |               |

| 9 de marzo de 2025 | Lituania      | 1:2 (0:1) | Irlanda                  | VFA-Hanner stadionas, Vilna, Lituania |                           |
| 14:00              | - Šapaitė 54' | Reporte   | - 43', 87' (pen.) Butler | Árbitra: Lovisa Johansson             | Árbitra: Lovisa Johansson |

| 12 de marzo de 2025 | Irlanda                                                                             | 6:4 (4:2) | Islas Feroe                                            | VFA-Hanner stadionas, Vilna, Lituania |                        |
| 14:00               | - Breslin 10' - Kelly 17' - Silickaite 20' - Leonard 23' - Mullins 65' - Butler 76' | Reporte   | - 21', 58' Benjaminsen - 41' Sjóstein - 48' Hansdóttir | Árbitra: Vesna Miletic                | Árbitra: Vesna Miletic |

| 15 de marzo de 2025 | Islas Feroe                                   | 3:4 (2:0) | Lituania                                                                     | VFA-Hanner stadionas, Vilna, Lituania |                           |
| 13:00               | - Sigurðsson 5', 84' - Benjaminsen 10' (pen.) | Reporte   | - 52' Jokubaitytė - 73' Valiukevicius - 87' Kelečiūtė - 90+5' (pen.) Šapaitė | Árbitra: Kristina Kozoroh             | Árbitra: Kristina Kozoroh |

#### Grupo B6
País anfitrión (A):  Macedonia del Norte
| Equipo                  | PJ | PG | PE | PP | GF | GC | Dif | Pts | Clasificación |
| ----------------------- | -- | -- | -- | -- | -- | -- | --- | --- | ------------- |
| Macedonia del Norte (A) | 2  | 2  | 0  | 0  | 6  | 0  | +6  | 6   | Liga A        |
| Eslovenia               | 2  | 1  | 0  | 1  | 2  | 2  | 0   | 3   |               |
| Moldavia                | 2  | 0  | 0  | 2  | 1  | 7  | -6  | 0   |               |

| 6 de marzo de 2025 | Macedonia del Norte                                   | 5:0 (1:0) | Moldavia | Centro de formación Petar Miloševski, Skopie, Macedonia del Norte |                       |
| 13:00              | - Nakova 29', 51', 77' - Popeski 54' - Velichkova 66' | Reporte   |          | Árbitra: Teona Sturua                                             | Árbitra: Teona Sturua |

| 9 de marzo de 2025 | Moldavia    | 1:2     | Eslovenia                 | Centro de formación Petar Miloševski, Skopie, Macedonia del Norte |                           |
| 13:00              | - Mazur 24' | Reporte | - 58' Osolnik - 86' Žagar | Árbitra: Liudmyla Telbukh                                         | Árbitra: Liudmyla Telbukh |

| 12 de marzo de 2025 | Eslovenia | 0:1 (0:1) | Macedonia del Norte | Centro de formación Petar Miloševski, Skopie, Macedonia del Norte |                          |
| 11:00               |           | Reporte   | - 8' Nakova         | Árbitra: Joanna Vassallo                                          | Árbitra: Joanna Vassallo |